# ISS-Expeditie 6
ISS Expeditie 6 was de zesde missie naar het Internationaal ruimtestation ISS. De missie begon op 25 november 2002. De bemanning voerde twee ruimtewandelingen uit. 

## Bemanning
| Positie           | Ruimtevaarder                          |                                        |
| ----------------- | -------------------------------------- | -------------------------------------- |
| Bevelhebber       | Kenneth Bowersox, NASA 5e ruimtevlucht | Kenneth Bowersox, NASA 5e ruimtevlucht |
| Flight Engineer 1 | Nikolaj Boedarin, RSA 3e ruimtevlucht  | Nikolaj Boedarin, RSA 3e ruimtevlucht  |
| Flight Engineer 2 | Donald Pettit, NASA 1e ruimtevlucht    | Donald Pettit, NASA 1e ruimtevlucht    |